# Turismo náutico

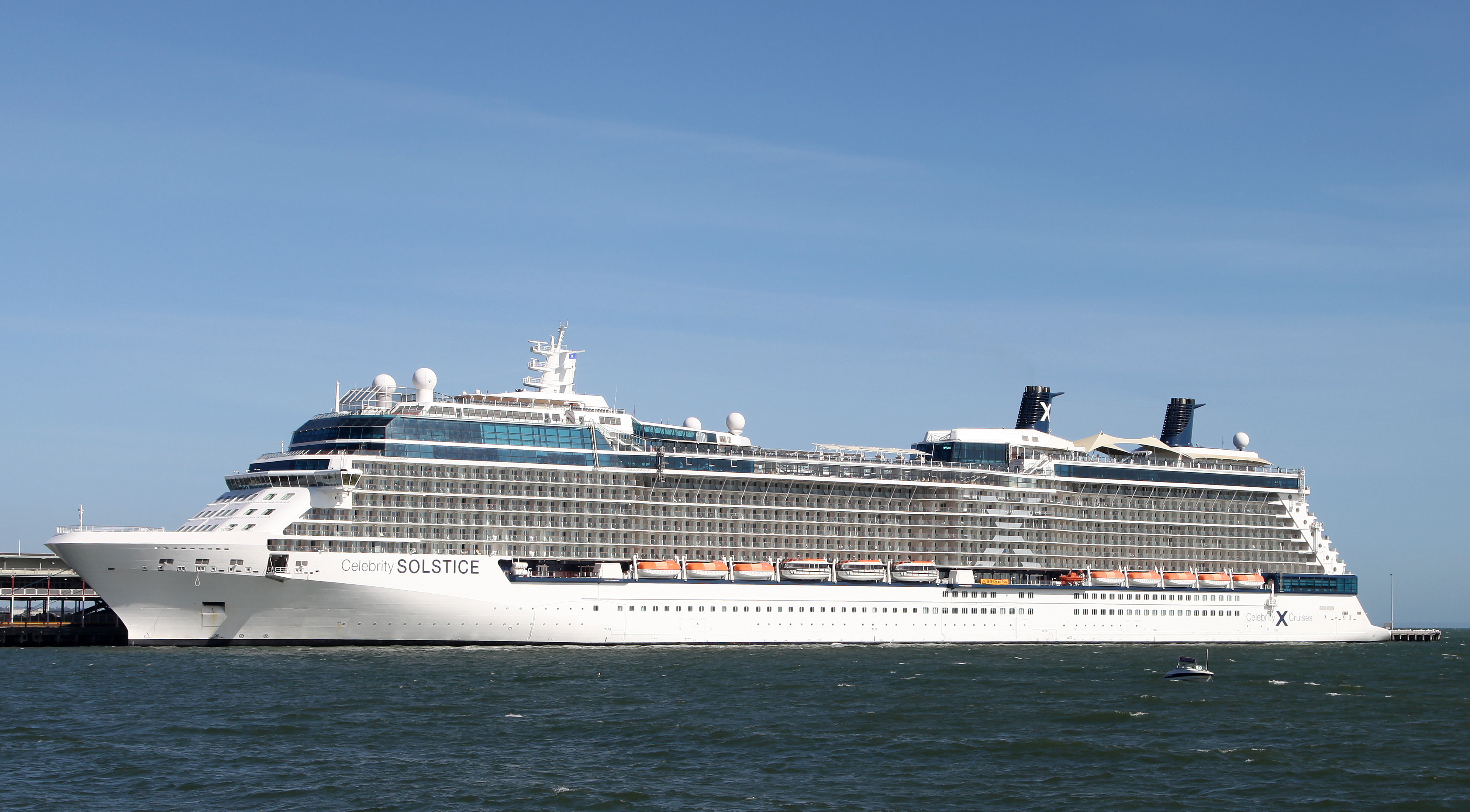
Cruzeiro

Turismo náutico é a designação dada às atividades náuticas de aspecto turístico, as quais se dividem em dois grupos ou categorias principais: cruzeiros, atividade executada com recurso a paquetes/navios de passageiros de maior porte, com percursos e rotas internacionais escalando diversos portos e as atividades turísticas com embarcações de menor porte, tais como a operação de embarcações que transportam passageiros com intuito meramente lúdico (passeio, estadia a bordo, pesca, etc.), e o aluguer de embarcações com ou sem tripulação.
Segundo o Ministério do Turismo no Brasil, o turismo náutico caracteriza-se pela utilização de embarcações como barcos e/ou navios para a movimentação de passageiros, com fins meramente turísticos.
O Brasil ainda não aproveita seu grande potencial para o turismo náutico. Isso se dá, em parte, pela proibição, até 1995, da navegação de cabotagem no país para navios de bandeira estrangeira. Tal restrição inibia a inclusão do Brasil nas rotas de viagem dos armadores estrangeiros. Somente a partir de agosto de 1995 com a publicação da Emenda Constitucional n°7/95 sob intensa atuação da EMBRATUR – Instituto Brasileiro de Turismo, foi liberada a navegação de cabotagem no litoral brasileiro para embarcações de turismo. Os portos começaram a dedicar áreas especiais para terminais de passageiros e o segmento passou a ser objeto das políticas de turismo e outras correlatas.
Desde essa época, os esforços têm sido ininterruptos. A partir das articulações e ações do EMBRATUR iniciaram-se discussões sobre as questões conceituais, de estruturação, de legislação, de fomento e promoção pelo Grupo Técnico Temático de Turismo Náutico da Câmara Temática de Segmentação, no âmbito do Conselho Nacional de Turismo.
A depender do local onde ocorre, o Turismo Náutico pode ser caracterizado como:
- Turismo Fluvial
- Turismo em Represas
- Turismo Lacustre
- Turismo Marítimo

Pode, ainda, envolver atividades como cruzeiros (de longo curso e de cabotagem) e passeios, excursões e viagens via quaisquer tipos de embarcações náuticas com finalidades turísticas.

## Finalidade da movimentação turística
A utilização de embarcações náuticas pode se dar sob dois enfoques:
- Como finalidade da movimentação turística: toda a prática de navegação considerada turística que utilize os diferentes tipos de embarcação, cuja motivação do turista e finalidade do deslocamento seja a embarcação em si, e considerando o tempo de permanência a bordo.
- Como meio da movimentação turística: o transporte náutico é utilizado especialmente para fins de deslocamento, para o consumo de outros produtos ou segmentos turísticos, o que não caracteriza o segmento.

## Embarcações náuticas

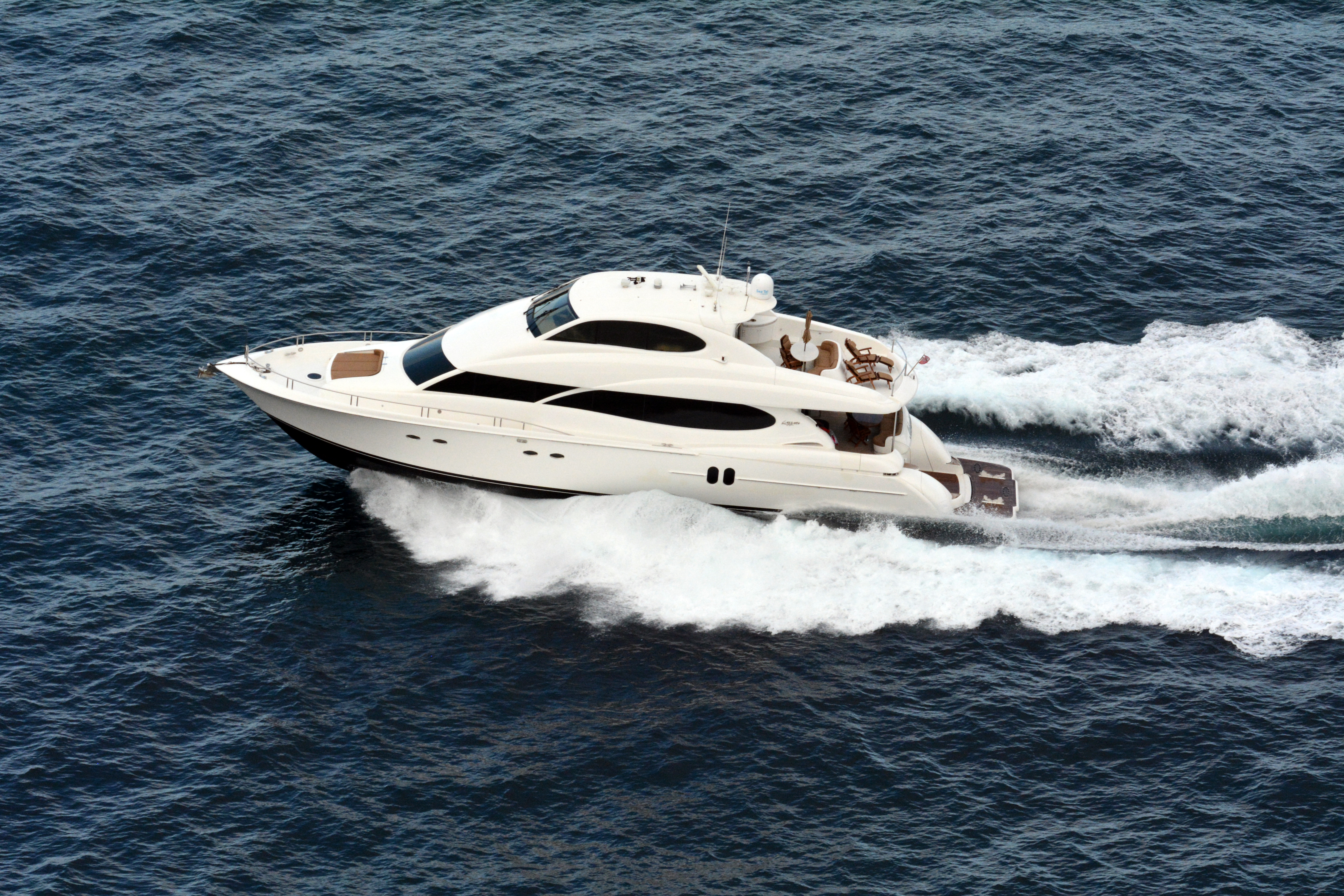
Iate

Entende-se por embarcação a construção sujeita a inscrição na autoridade marítima e suscetível de se locomover na água, por meios próprios ou não, transportando pessoas, classificadas pela Marinha do Brasil em:
- Embarcação de grande porte ou iate: com comprimento igual ou maior do que 24 metros
- Embarcação de médio porte: com comprimento inferior a 24 metros, exceto as miúdas
- Embarcações miúdas: com comprimento inferior a cinco metros ou com comprimento superior a cinco metros que apresentem as seguintes características: convés aberto; convés fechado sem cabine habitável e sem propulsão mecânica fixa e que, caso utilizem motor de popa, este não exceda 30 HP.

As embarcações de esporte e de recreio, com ou sem propulsão, também são classificadas pela NORMAN-03/DCP – Normas da Autoridade Marítima para Amadores, Embarcações de Esporte e/ou Recreio e para Cadastramento e Funcionamento das Marinas, Clubes e Entidades Desportivas Náuticas – de acordo com a área de navegação e com o tipo de embarcação:
- Área de Navegação:

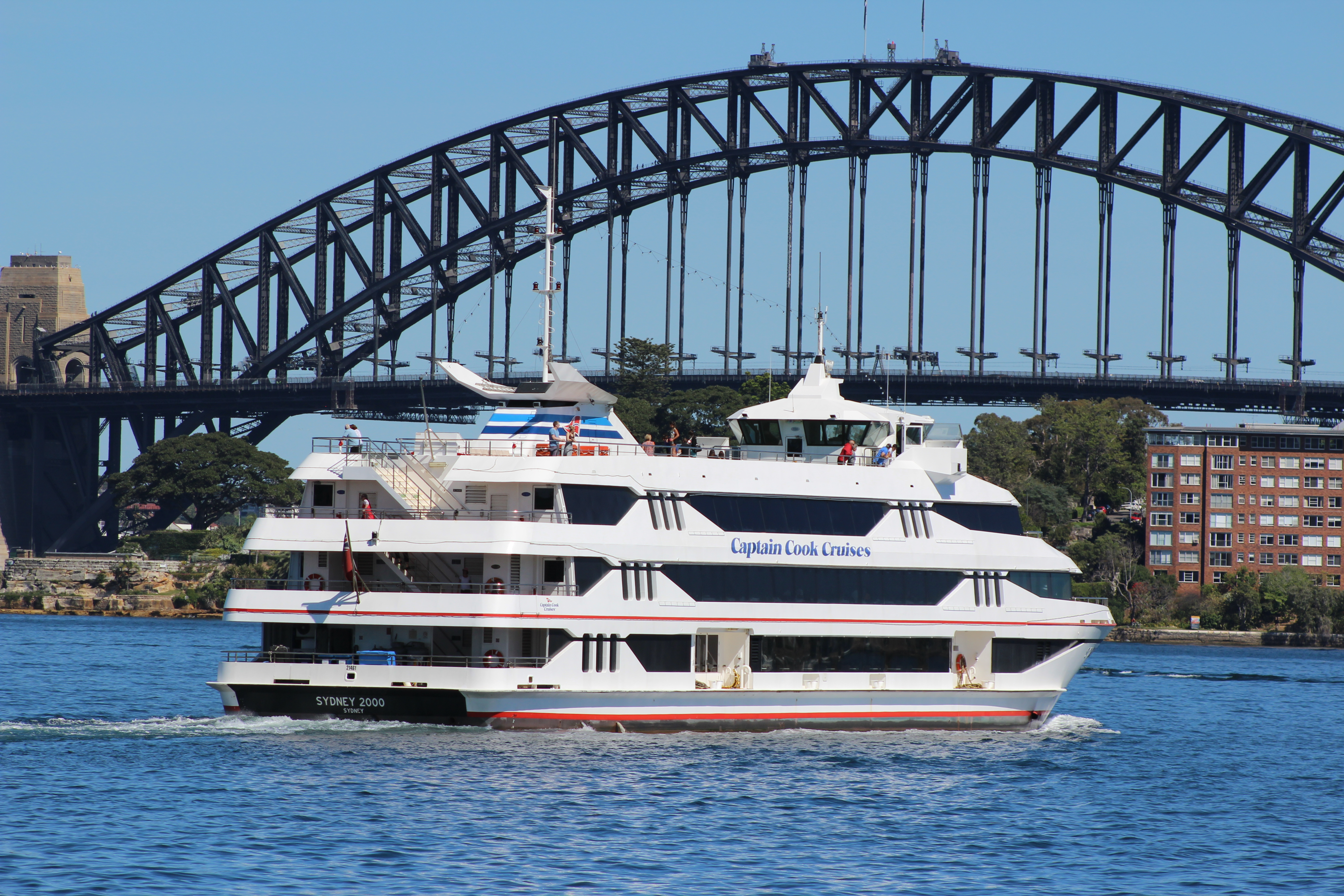
Sydney 2000 é um cruzeiro de lazer que opera no Darling Harbour

- - Navegação em águas interiores: realizada em águas consideradas abrigadas, podendo ser subdivididas em duas áreas:
    - área 1: áreas abrigadas, tais como lagos, lagoas, baias, rios e canais, que normalmente não apresentam dificuldades ao tráfego das embarcações
    - área 2: áreas parcialmente abrigadas, onde eventualmente sejam observadas combinações adversas de agentes ambientais tais como vento, correnteza ou maré, que dificultem o tráfego das embarcações

  - Navegação em mar aberto: realizada em águas marítimas consideradas desabrigadas que podem ser subdividas em:
    - águas costeiras: área localizada dentro dos limites de visibilidade da costa até a distância de 20 milhas
    - águas oceânicas: área localizada além das 20 milhas da costa.

A Marinha do Brasil ainda estabelece outras normas para as embarcações que prestam serviços de Turismo Náutico no país, sendo as NORMAN-03 e a NORMAM-04 as de maior relevância para o segmento.

## Aspectos legais sobre as embarcações brasileiras que prestam serviços de turismo náutico
De acordo com a NORMAN-03/DCP as embarcações devem observar os seguintes procedimentos:
- Inscrição na Capitania dos Portos, suas agências ou delegacias (CP/DL/AG)
- Registro no Tribunal Marítimo sempre que sua Arqueação Bruta exceder a 100
- Contratação de Seguro Obrigatório de Danos Pessoais Causados por Embarcações ou por suas Cargas (DPEM)

## Aspectos legais sobre as embarcações estrangeiras que prestam serviços de turismo náutico
De acordo com a NORMAN-04/DCP – Normas da Autoridade Marítima para Operação de Embarcações Estrangeiras em Águas Jurisdicionais Brasileiras – para a obtenção da autorização de prestação de serviços de Turismo Náutico a embarcação deve possuir:
- Parecer favorável do órgão federal responsável pela atividade de turismo
- Atestado de Inscrição Temporária – AIT
- Cartão de Tripulação de Segurança – CTS
- Declaração de Conformidade para Operar em Águas Jurisdicionais Brasileiras
- Seguro Obrigatório de Danos Pessoais Causados por Embarcações ou por suas Cargas (DPEM)

Cabe ressaltar que os navios de passageiros em cruzeiro marítimo de cabotagem, assim como as embarcações estrangeiras empregadas na navegação de longo curso, são isentas de Inscrição Temporária, desde que não estejam afretadas por empresas brasileiras de navegação.
O Turismo Náutico requer políticas e ações integradas que possam incentivar a elaboração de produtos e roteiros turísticos e a estruturação de destinos tais como a construção de marinas públicas, a adequação dos portos, a implantação e a qualificação de serviços de receptivo e equipamentos turísticos nas regiões portuárias e outros locais onde ocorram atividades pertinentes ao segmento. Atrela-se diretamente ao desenvolvimento do Turismo Náutico o crescimento e fortalecimento da indústria nacional de barcos e navios.